# Hoornse Eilanden

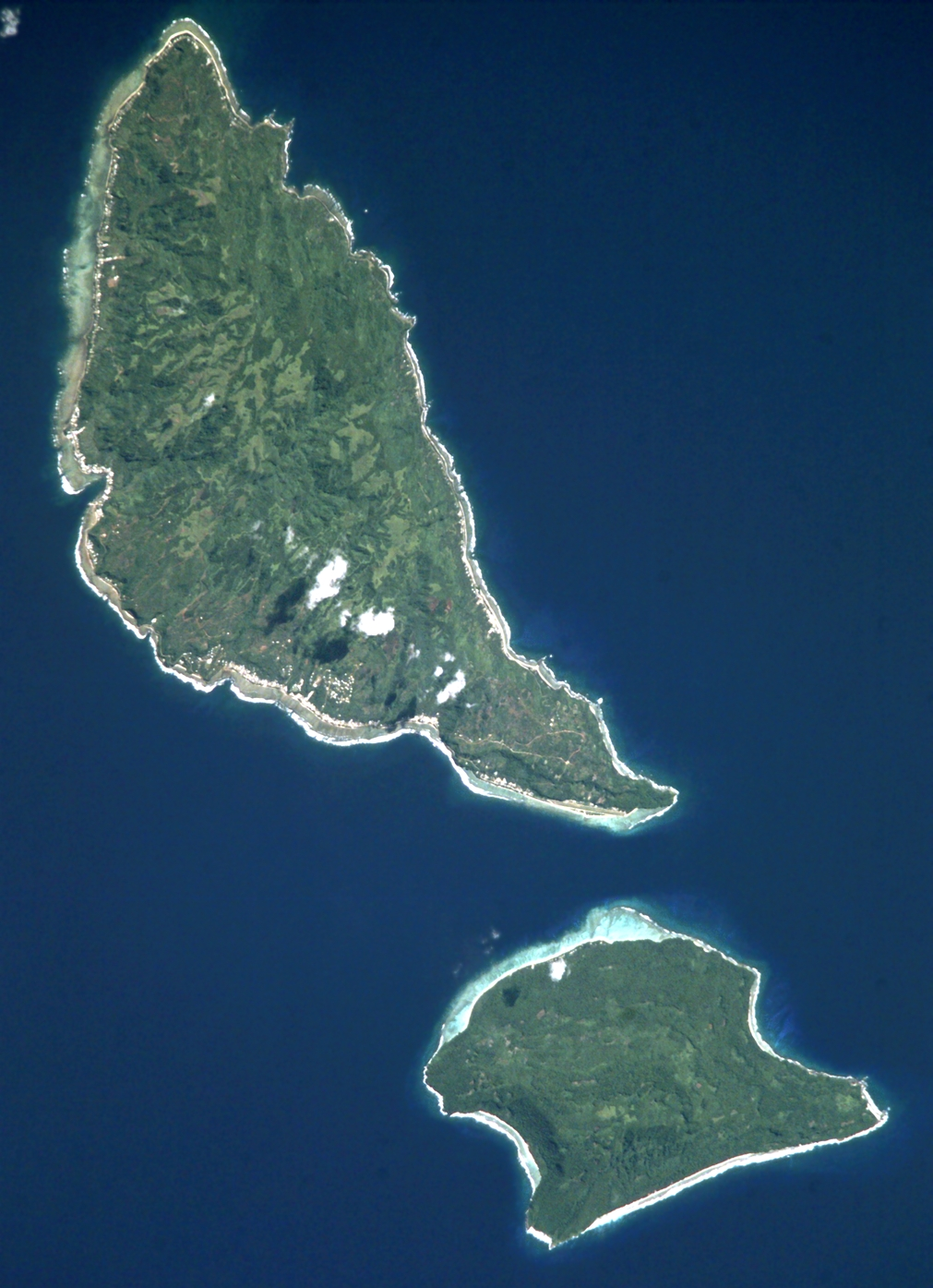
De Hoornse Eilanden vanuit de ruimte

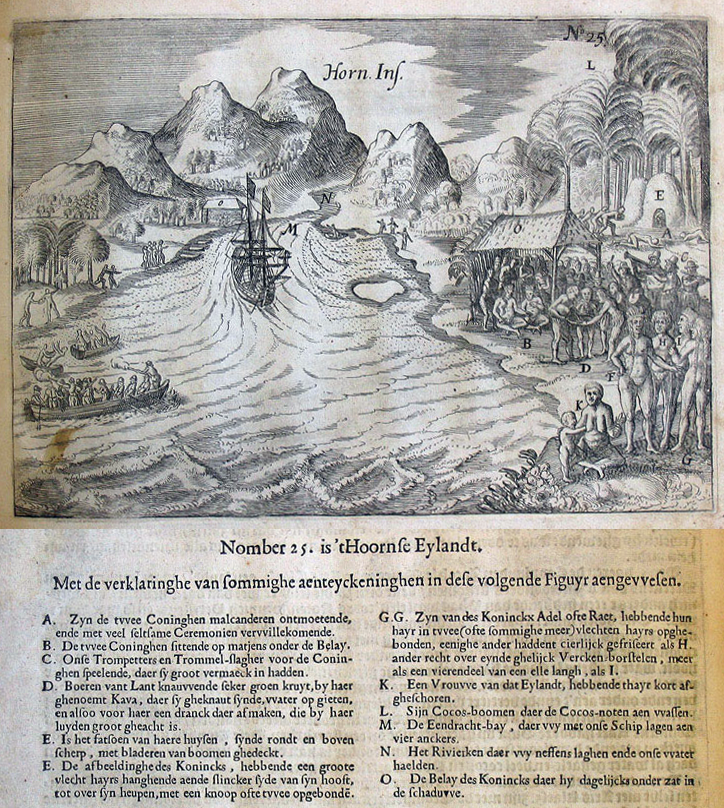
De Eendrachtsbaai bij het grootste van de twee Hoornse Eilanden

De Hoornse Eilanden (ook wel Futuna Eilanden genoemd) is een van de twee eilandengroepen die behoren tot het deel van de Franse overzeese gebieden dat Wallis en Futuna wordt genoemd. De totale oppervlakte van de twee eilanden bedraagt 115 km². De bevolking telt 3.613 mensen (census van 2013).

## Geschiedenis
De eilandengroep werd genoemd door de Nederlandse zeevaarders Willem Schouten en Jacob le Maire, de eerste Europeanen die de eilanden bezochten. Dit deden zij op 28 april 1616. Ze noemden de door hen ontdekte eilanden naar de stad Hoorn, omdat dat de geboorteplaats was van Schouten. Zij voeren met de Eendraght naar dit eiland toe en de baai waar ze aanmeerden werd de Eendrachtsbaai genoemd. De twee werden uitgerust door Isaac le Maire, de vader van Jacob, voor de Australische Compagnie. Deze compagnie had tot doel om het octrooi van de VOC te omzeilen door een andere route te vinden naar Indonesië. Dit lukte Schouten en Le Maire door om Vuurland heen te varen, in plaats van door de Straat Magellaan. Ondanks deze ontdekking was het geen succesvolle reis. Ze mochten dan wel Kaap Hoorn hebben ontdekt, maar hun schip met lading werd in beslag genomen in Batavia. Dat gebeurt op last van de Heren XVII, omdat zij 'niet in haren dienst zijn uitgevaren'. De Nederlanders hebben de eilandengroep echter links laten liggen.
In 1768 herontdekte de Franse zeevaarder Louis Antoine de Bougainville de Hoornse Eilanden. Hij noemde ze het verloren kind in de Stille Oceaan. In 1887 sloten diverse Polynesische koningen, waaronder van de koning van Sigave – het noordwestelijk deel van Futuna – een verdrag met de koning van Frankrijk. Het hield in dat de eilanden in het zuidelijk Pacifisch gebied een koloniaal protectoraat werden van Frankrijk. De Fransen hadden sinds 1842 de regie in handen op de Hoornse Eilanden.
In 1961 werden de Hoornse Eilanden na een referendum bestuurlijk samengevoegd met de Wallis-Eilanden. Deze combinatie van eilanden werd (semi)autonoom binnen het Franse overzeese gebied. Het gebied werd in het vervolg "Wallis en Futuna" genoemd.

## Aardrijkskunde
De Hoornse Eilanden liggen ongeveer 230 kilometer ten zuidwesten van Wallis en zo'n 400 km ten noorden van Fiji. De twee eilanden maken deel uit van Frans-Polynesië. Het zuidoostelijke eiland heet Alofi. Het is ongeveer 32 km² groot en ligt 1,7 kilometer van Futuna. Het hoogste punt op Alofi is de Mont Kolofau met een hoogte van 417 meter boven zeeniveau. Het noordwestelijke eiland heet Futuna en heeft een oppervlak van 83 km². Het is grotendeels omgeven door een koraalrif. Het hoogste punt is Mont Singavi op zo'n 765 meter boven zeeniveau. Op Futuna bestonden vroeger twee koninkrijken: Alo en Sigave. Sigave bestrijkt het westelijke deel van Futuna, met een oppervlakte van 30 km². Het koninkrijk van Alo had een grootte van 85 km², inclusief het eiland Alofi.
Alofi wordt van Futuna gescheiden door de Chenal Sain; aan de overkant ligt het dorp Vele met de luchthaven van Futuna.

## Demografie
Op de Hoornse Eilanden is het katholicisme de belangrijkste religie. De belangrijkste talen zijn Frans en Futunansky, dat vooral aan de oostkust nog gesproken wordt. In de plaats Ono wonen de meeste mensen, 537 mensen in totaal. Op Alofi wonen maar twee mensen. Er zijn wel Futunezen die een tuin hebben op het eiland en er regelmatig naar toe gaan om die te verzorgen. Een populair gewas is tabak.
| Plaats   | In het Frans | Oppervlakte in km² | Bevolking (2008) | Administratief centrum van de mensen (2008) |
| -------- | ------------ | ------------------ | ---------------- | ------------------------------------------- |
| Alo      | Alo          | 85                 | 2666             | Mala’e (224)                                |
| Alofitai | Alofitai     | -                  | 1                | -                                           |
| Kolia    | Kolia        | -                  | 397              | -                                           |
| Mala’e   | Mala’e       | -                  | 224              | -                                           |
| Ono      | Ono          | -                  | 667              | -                                           |
| Poi      | Poï          | -                  | 256              | -                                           |
| Tamana   | Tamana       | -                  | 184              | -                                           |
| Taoa     | Taoa         | -                  | 623              | -                                           |
| Tuatafa  | Tuatafa      | -                  | 34               | -                                           |
| Vele     | Vele         | -                  | 280              | -                                           |
| Sigave   | Sigavé       | 30                 | 1591             | Leava (376)                                 |
| Fiua     | Fiua         | -                  | 322              | -                                           |
| Leava    | Leava        | -                  | 376              | -                                           |
| Nuku     | Nuku         | -                  | 267              | -                                           |
| Tavai    | Tavai        | -                  | 178              | -                                           |
| Toloke   | Toloke       | -                  | 252              | -                                           |
| Vaisei   | Vaisei       | -                  | 196              | -                                           |